# Яковенко, Анна Захаровна
Яковенко Анна Захаровна (род. 2 декабря 1925) — Герой Социалистического Труда (1949).

## Биография
Родилась 2 декабря 1925 года в селе Драбовцы Золотоношского района Черкасской области в семье крестьян.
Вместе с матерью переехала в 1933 году в Рецюковщину.
В 1934—1937 гг. окончила три класса Рецуковской восьмилетней школы. Трудовую деятельность начала в 1937 году в 12-летнем возрасте, работая пастухом свинофермы местного совхоза. В 1939—1941 гг. работала свинаркой.
Во время немецкой оккупации работала на сельскохозяйственных работах. 
С 1944 года свинарка свиносовхоза «Рецюковщина» Безбородковского сельсовета Гельмязевского района Полтавской области (позднее — совхоз «Черкасский»).
Избиралась депутатом сельского, районного, областного Советов депутатов трудящихся.
Звание Герой Социалистического Труда с вручением золотой медали «Серп и Молот» и ордена Ленина присвоено Указом Президиума Верховного Совета СССР от 22 октября 1949 года - за получение от 10 свиноматок в среднем на каждую по 25 поросят за год и выращивание их к отъёму до веса 15,5 кг в двухмесячном возрасте.